# Lieja-Bastoña-Lieja 1969
La Lieja-Bastogne-Lieja 1969 fue la 55.ª edición de la clásica ciclista Lieja-Bastoña-Lieja. La carrera se disputó el domingo 22 de abril de 1969, sobre un recorrido de 253 km. El vencedor final fue el belga Eddy Merckx (Faema-Faemino) que consiguió su primer triunfo en esta carrera de los cinco que conseguriría tras llevar a cabi una especacular escapada de 100 kilómetros junto a su compañero de equipo, el también belga Victor Van Schil. El británico Barry Hoban (Mercier-BP) compet´ño el podio. 

## Resumen de la etapa
Tomaron la salida 127 ciclistas. Cinco fueron a componer la fuga de jornada, y entre ellos, los italianos Tomaso De Pra y dos gregarios de Eddy Merckx, Victor Van Schil y Roger Swerts. El ataque decisivo, sin embargo, lo haría el mismo Merckx en la subida del Stockey, a 98 kilómetros del final, alcanzó los dos compañeros que tenía delante. En cabeza de la carrera, se formó un trío, los tres del mismo equipo Faema, que cogió pronto una ventaja considerable. Swerts no pudo seguir a sus compàñeros y se tuvo que descolgar.
Merckx y Van Schil se alternaron regularmente en cabeza, protagonizando una especia de "contrarreloj de parejas" y, a 45 kilómetros para el final, aventajaban al grupo en másd de cinco minutos. En el sprint final, Van Schil no puso problemas a Merckx que completaba un buen mes después de la victoria en el Tour de Flandes de tan solo tres semanas antes. Por detrás, en el grupo de los favoritos,  donde se hallaban Felice Gimondi, Frans Verbeeck, Herman Van Springel y Eric Leman, no logró a organizar una verdadera persecución, sea por la presencia en el pelotón de otros gregarios de Merckx, sea por el desinterés de muchos a colaborar. Así, el pelotón llegó a  8 minutos y 5 segundos, con el británico Barry Hoban encabezando el sprint.

## Clasificación final
| Posición | Ciclista            | Equipo           | Tiempo   |
| -------- | ------------------- | ---------------- | -------- |
| 1        | Eddy Merckx         | Faema            | 6h50'00" |
| 2        | Victor Van Schil    | Faema            | s.t.     |
| 3        | Barry Hoban         | Mercier-BP       | a 8'05"  |
| 4        | Eric Leman          | Flandria         | s.t.     |
| 5        | Wim Schepers        | Caballero        | s.t.     |
| 6        | Roger Swerts        | Faema            | s.t.     |
| 7        | Felice Gimondi      | Salvarani        | s.t.     |
| 8        | Frans Verbeeck      | Okay Whisky      | s.t.     |
| 9        | Herman Van Springel | Dr. Mann-Grundig | s.t.     |
| 10       | Willy In 't Ven     | Dr. Mann-Grundig | s.t.     |